# Sérgio Raphael
Sérgio Raphael dos Anjos, meglio noto come Sérgio Raphael (Rio de Janeiro, 23 ottobre 1992), è un calciatore brasiliano, difensore del Ponte Preta.

## Carriera
Ha giocato nella massima serie boliviana e in quella maltese, e nella seconda divisione brasiliana. Inoltre, conta due presenze nei turni preliminari della Coppa Sudamericana, una presenza nei turni preliminari di Champions League, una presenza nei turni preliminari di Europa League e tre presenze nei turni preliminari di Europa Conference League.

## Statistiche

### Presenze e reti nei club
Statistiche aggiornate al 29 settembre 2021.
| Stagione               | Squadra                | Campionato             | Campionato | Campionato | Coppe nazionali | Coppe nazionali | Coppe nazionali | Coppe continentali | Coppe continentali | Coppe continentali | Altre coppe | Altre coppe | Altre coppe | Totale | Totale |
| Stagione               | Squadra                | Comp                   | Pres       | Reti       | Comp            | Pres            | Reti            | Comp               | Pres               | Reti               | Comp        | Pres        | Reti        | Pres   | Reti   |
| ---------------------- | ---------------------- | ---------------------- | ---------- | ---------- | --------------- | --------------- | --------------- | ------------------ | ------------------ | ------------------ | ----------- | ----------- | ----------- | ------ | ------ |
| 2011-2012              | Canas de Senhorim      | TD                     | 7          | 0          |                 | -               | -               |                    | -                  | -                  |             | -           | -           | 7      | 0      |
| 2012                   | Duque de Caxias        | C                      | 5          | 0          |                 | -               | -               |                    | -                  | -                  |             | -           | -           | 5      | 0      |
| 2013                   | Duque de Caxias        | A/RJ+C                 | 15+9       | 0          |                 | -               | -               |                    | -                  | -                  |             | -           | -           | 24     | 0      |
| Totale Duque de Caxias | Totale Duque de Caxias | Totale Duque de Caxias | 29         | 0          |                 | -               | -               |                    | -                  | -                  |             | -           | -           | 29     | 0      |
| 2015                   | Bangu                  | A/RJ                   | 13         | 2          |                 | -               | -               |                    | -                  | -                  |             | -           | -           | 13     | 2      |
| 2015                   | CRB                    | B                      | 1          | 0          |                 | -               | -               |                    | -                  | -                  |             | -           | -           | 1      | 0      |
| 2016                   | Tigres do Brasil       | A/RJ                   | 8          | 0          |                 | -               | -               |                    | -                  | -                  |             | -           | -           | 8      | 0      |
| 2016                   | Macaé                  | C                      | 5          | 0          |                 | -               | -               |                    | -                  | -                  |             | -           | -           | 5      | 0      |
| 2016-2017              | Ħamrun Spartans        | PL                     | 27         | 0          | CM              | 2               | 0               |                    | -                  | -                  |             | -           | -           | 29     | 0      |
| 2018                   | Juventus-SP            | A2/SP                  | 13         | 0          |                 | -               | -               |                    | -                  | -                  |             | -           | -           | 13     | 0      |
| 2019                   | Oriente Petrolero      | PD                     | 5          | 0          |                 | -               | -               | CS                 | 2                  | 0                  |             | -           | -           | 7      | 0      |
| 2019-2020              | Sirens                 | PL                     | 19         | 0          | CM              | 1               | 1               |                    | -                  | -                  |             | -           | -           | 20     | 1      |
| 2020-gen. 2021         | Sirens                 | PL                     | 14         | 0          |                 | -               | -               | UEL                | 1                  | 0                  |             | -           | -           | 15     | 0      |
| Totale Sirens          | Totale Sirens          | Totale Sirens          | 33         | 0          |                 | 1               | 1               |                    | 1                  | 0                  |             | -           | -           | 35     | 1      |
| gen.-apr. 2021         | Hibernians             | PL                     | 7          | 0          | CM              | 2               | 0               |                    | -                  | -                  |             | -           | -           | 9      | 0      |
| 2021-2022              | Hibernians             | PL                     | 5          | 0          |                 | -               | -               | UCL+UECL           | 1+3                | 0                  |             | -           | -           | 9      | 0      |
| Totale Hibernians      | Totale Hibernians      | Totale Hibernians      | 12         | 0          |                 | 2               | 0               |                    | 4                  | 0                  |             | -           | -           | 18     | 0      |
| Totale carriera        | Totale carriera        | Totale carriera        | 153        | 2          |                 | 5               | 1               |                    | 7                  | 0                  |             | -           | -           | 165    | 3      |